# (2425) Shenzhen
(2425) Shenzhen ist ein Asteroid des Hauptgürtels, der am 17. März 1975 am Purple-Mountain-Observatorium in Nanjing entdeckt wurde.
Der Asteroid ist nach der Stadt Shenzhen in der chinesischen Provinz Guangdong benannt.